# 聖斯皮里東新教堂

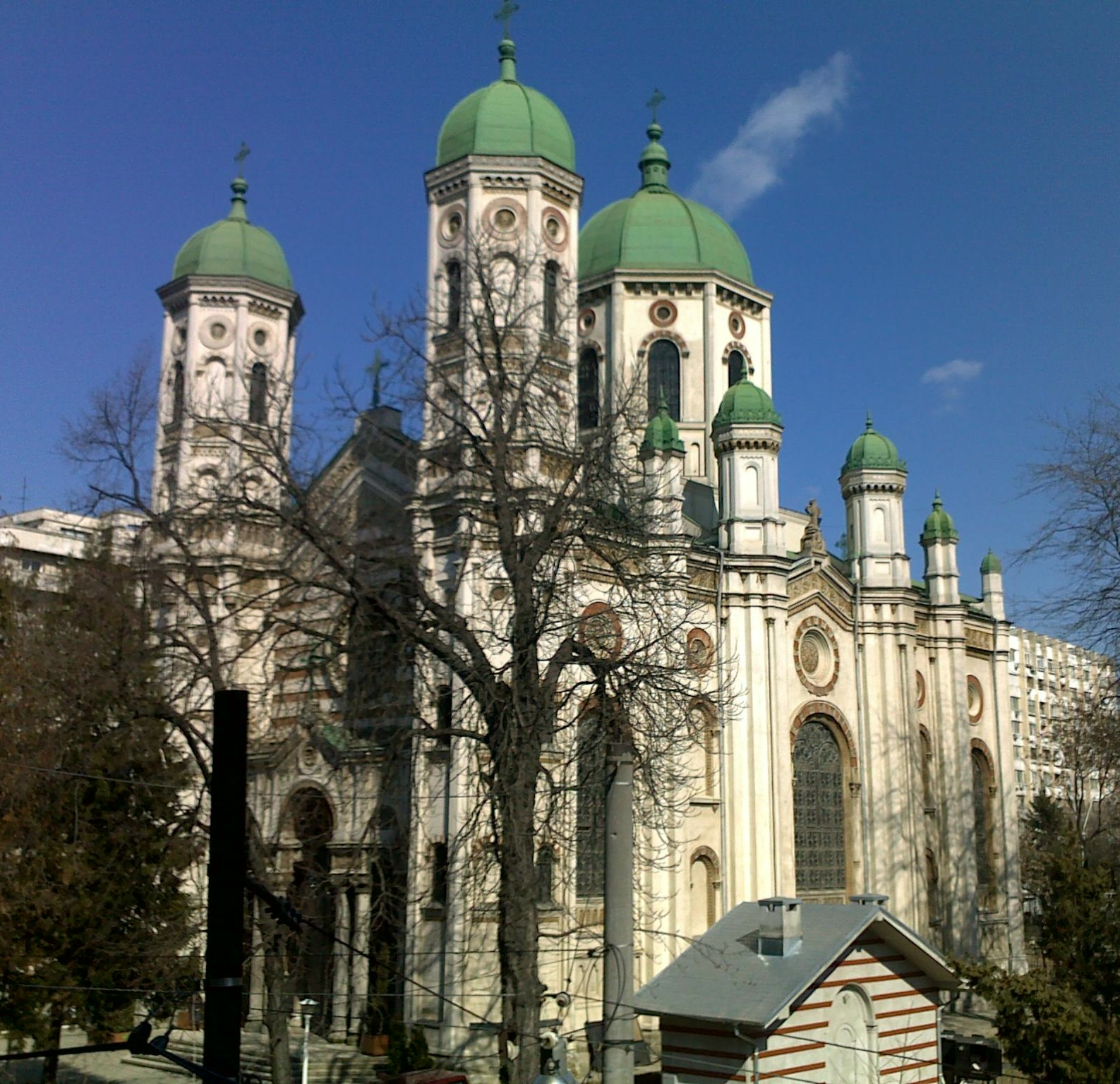
Saint Spyridon the New Church

聖斯皮里東新教堂（羅馬尼亞語：Sfântul Spiridon Nou）是一座羅馬尼亞正教會的教堂，位於羅馬尼亞首都布加勒斯特。這座教堂在1860年代修建時最初受到哥特式建築的影響。但後來建築外觀進行了大幅修改。

## 外部連結
- Harta Monumentelor Istorice din București - Official site （页面存档备份，存于）